# Хауард Сити (Мичиген)
Хауард Сити (енгл. Howard City) град је у америчкој савезној држави Мичиген.

## Демографија
По попису из 2010. године број становника је 1.808, што је 223 (14,1%) становника више него 2000. године.
| Група             | 2000.         | 2010.         |
| Белци             | 1.494 (94,3%) | 1.708 (94,5%) |
| Афроамериканци    | 3 (0,2%)      | 10 (0,6%)     |
| Азијати           | 2 (0,1%)      | 4 (0,2%)      |
| Хиспаноамериканци | 41 (2,6%)     | 44 (2,4%)     |
| Укупно            | 1.585         | 1.808         |